# Benteng (Campaka)
Benteng is een bestuurslaag in het regentschap Purwakarta van de provincie West-Java, Indonesië. Benteng telt 2665 inwoners (volkstelling 2010).